# Орас Верне
Емі́ль-Жан-Ора́с Верне́ (фр. Horace Vernet; 30 червня 1789 — 17 січня 1863) — французький живописець-баталіст. 1826 року намалював картину «Мазепа серед вовків». Тарас Шевченко високо цінував творчість Верне. У листі до Б. Залеського, що датується орієнтовно вереснем—листопадом 1853, Шевченко назвав Верне, Ф.-В.-Е. Делакруа і П. Делароша як представників «нової французької школи» і радив зробити фотокопії з естампів їхніх творів.

## Життєпис
Син Шарля Верне, навчався у батька. Зробив блискучу кар'єру художника і дипломата, належав до політичної еліти країни як при Наполеоні Бонапарті, так і під час реставрації Бурбонів. Був директором Французької академії в Римі (1829—1835). Побував разом з французькою армією в Алжирі (1833), в 1836 і 1842—1843 роках відвідав з дипломатичними дорученнями Російську імперію, де написав кілька картин на замовлення царського двору.
Здобув широку популярність як автор патетичних батальних полотен (у тому числі величезних композицій — Взяття Танжера, картини боїв: при Фрідланді, Єні, Ваграмі і Фонтенуа та ін. — створених у 1830-ті і 1850-ті роки на замовлення Луї Філіпа і Наполеона III, що зберігаються у Версалі).
Любив малювати люті сутички і бурхливі краєвиди, нерідко поєднуючи їх в єдиному образі (Битва на морі, 1825). Відчував потяг до гостродраматичної екзотики (Мазепа, переслідуваний вовками, 1826—1827, Музей Кальве, Авіньйон). Його північноафриканські мотиви зробили великий вплив на розвиток орієнталізму. Виступав також як майстер монументально-декоративного живопису (плафон в залі єгипетських старожитностей у Луврі, 1827; тощо) і портретист (Б. Торвальдсен, 1835, Музей Торвальдсена, Копенгаген).

## Цікаві факти
- За творами Артура Конан Дойля, Шерлок Холмс припадав Орасу Верне внучатим племінником.

## Обрані твори
- «Автопортрет»
- «Перегони вільних коней на карнавалі в Римі», 1820 р., Музей мистецтва Метрополітен
- «Баталія при Жемалле», 1821 р.
- «Баталія при Ханау», 1824 р.
- «Мазепа серед вовків», 1826 р.
- «Баталія при Вальмі», 1826 р., Національна галерея (Лондон)
- «Польський Прометей (картина)», 1831 р. Польська бібліотека, Париж
- «Вояки папи римського атакують італійських грабіжників», 1831 р., Художній музей Волтерс
- «Полювання у Понтійських болотах під Римом», 1833 р. Національна галерея мистецтва, Вашингтон, США
- «Принц Джонвілл примає рапорт від корабельного лейтенанта» (експедиція у Мексику у 1838 році), палац Версаль.
- «Барикада на вулиці Суффло в Парижі 24 червня 1848 р.» (Епізод революції 1848 року)
- «Баталія при Альме»

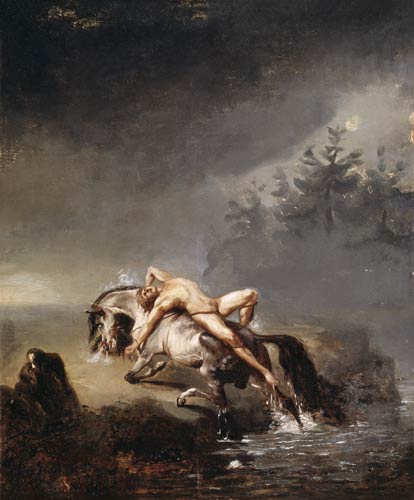
Покараний Мазепа, 1820-ті.
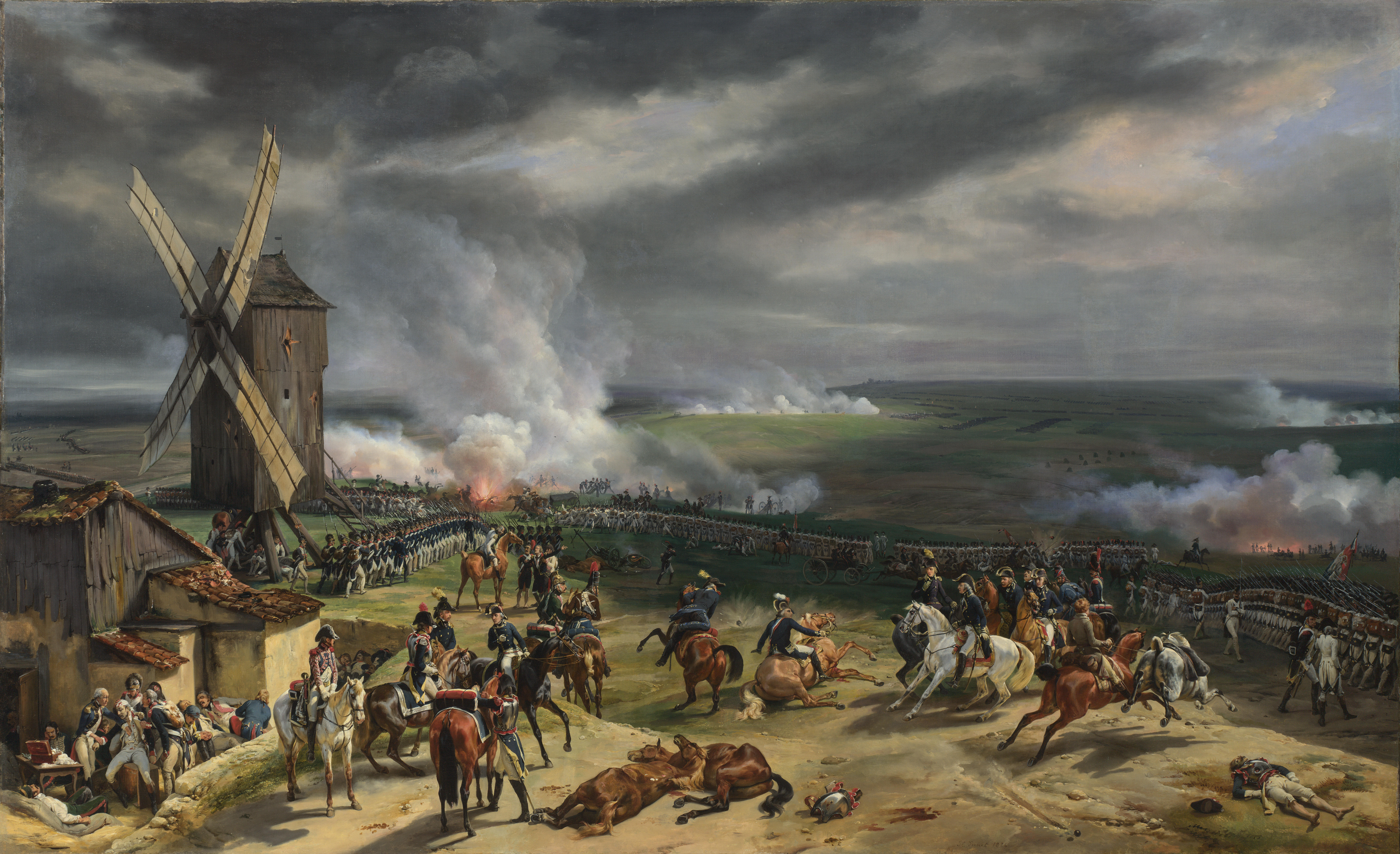
Битва при Вальмі, 1826, Національна галерея (Лондон)
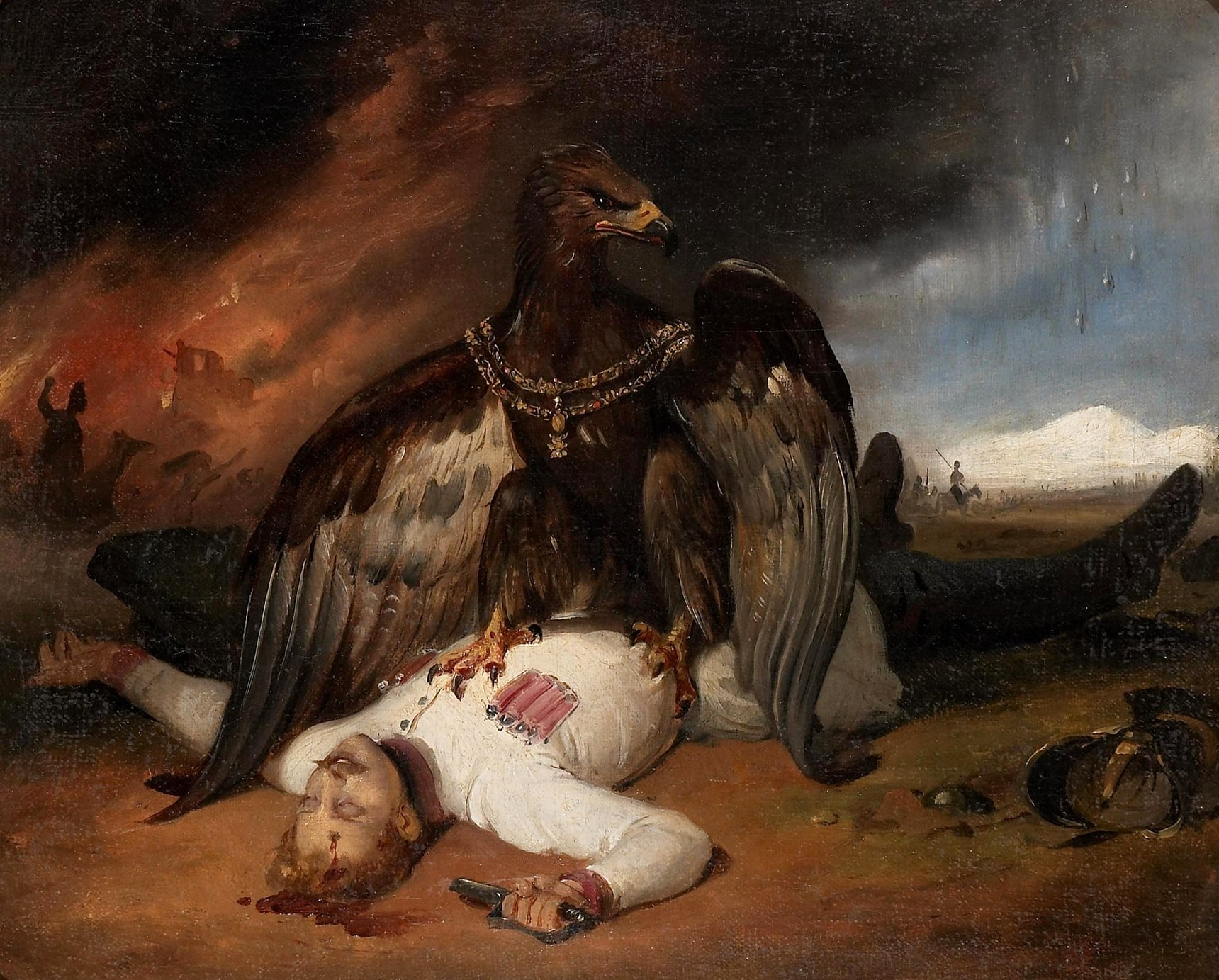
Польський Прометей, 1831.
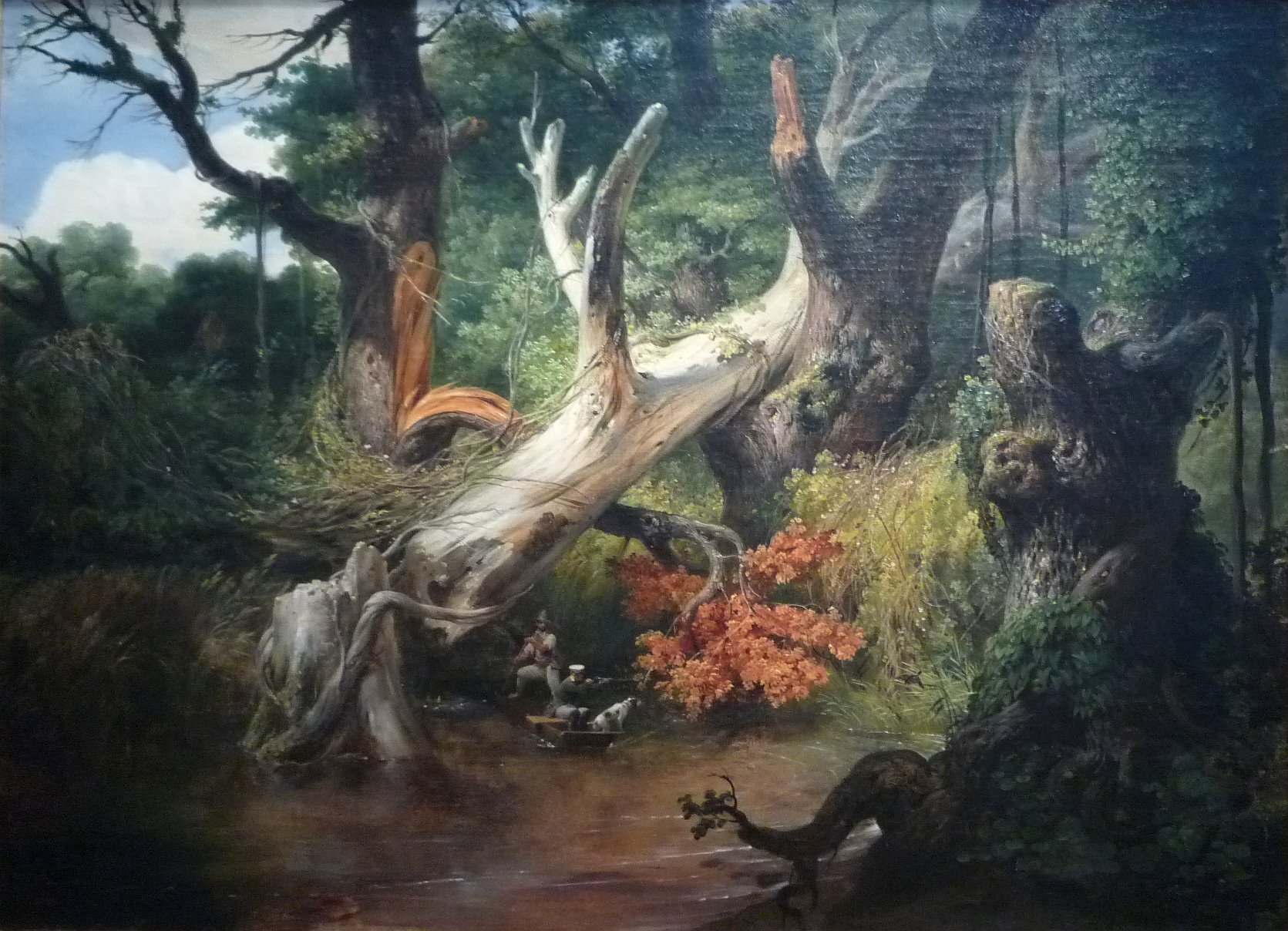
Полювання у Понтійських болотах під Римом, 1833,  Національна галерея мистецтва
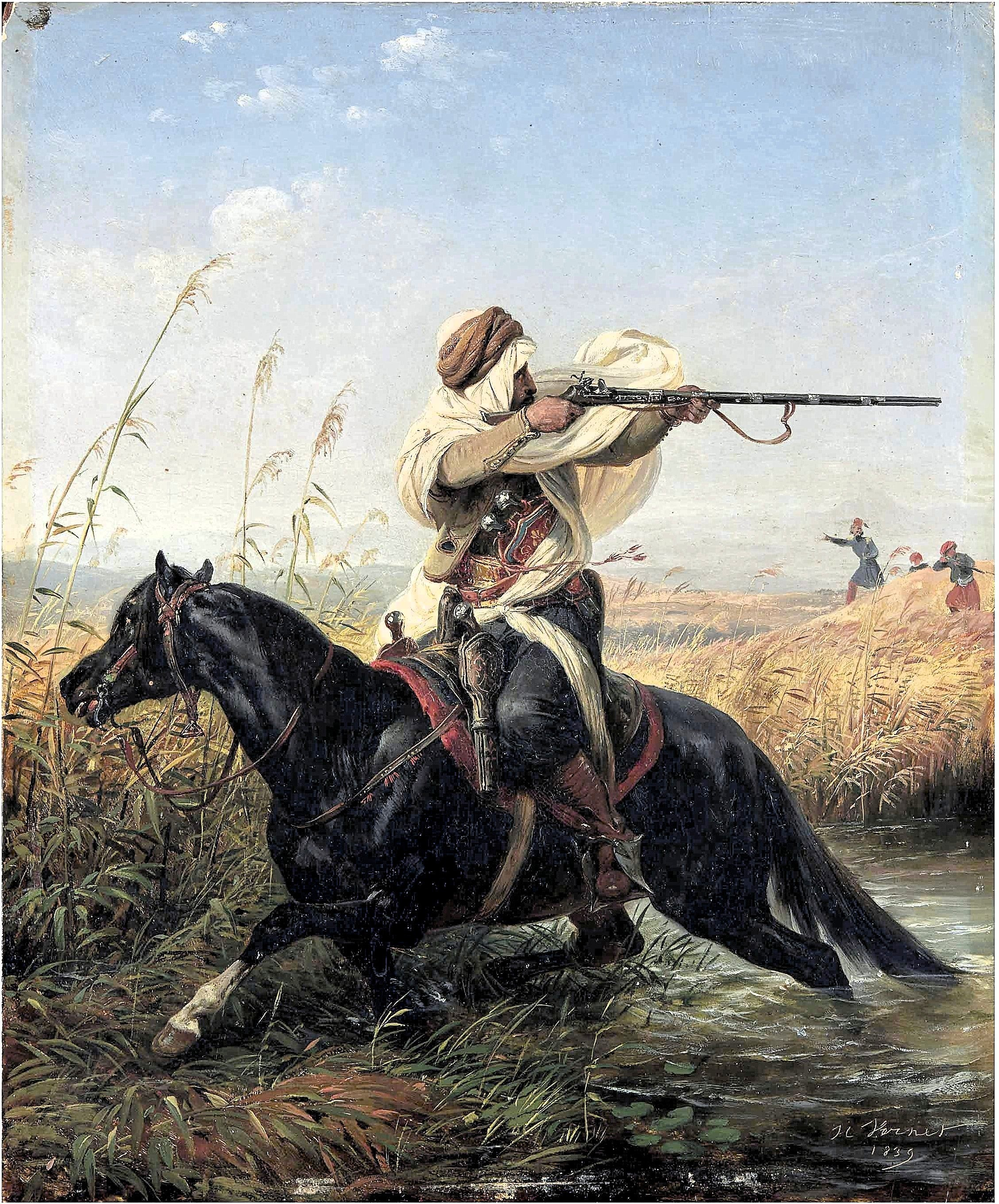
Повернення (Арабський вершник), 1839.
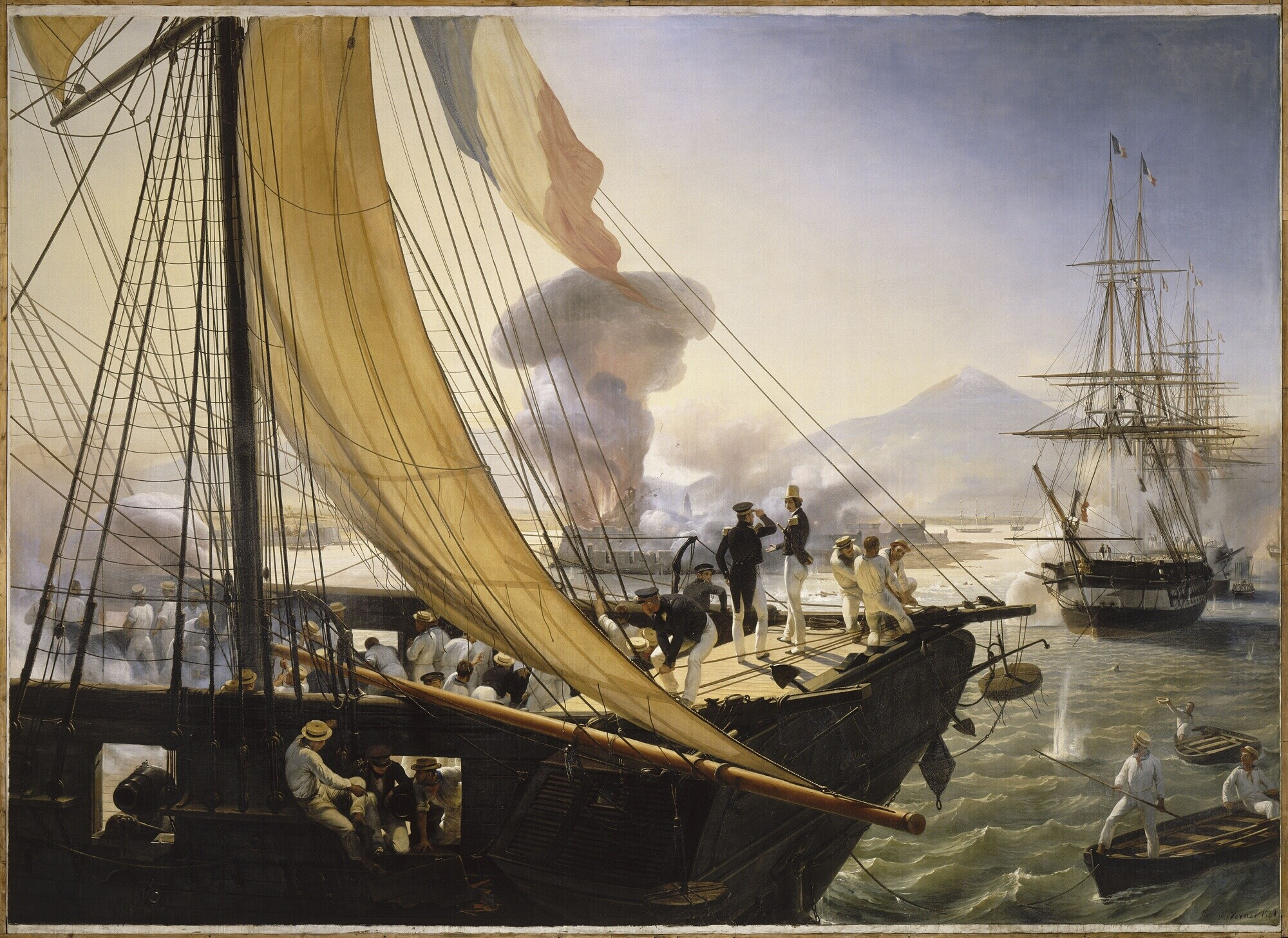
Принц де Жуанвіль приймає рапорт від корабельного лейтенанта (Епізод французької військової експедиції до Мексики у 1838 році), 1841, Версальський палац.
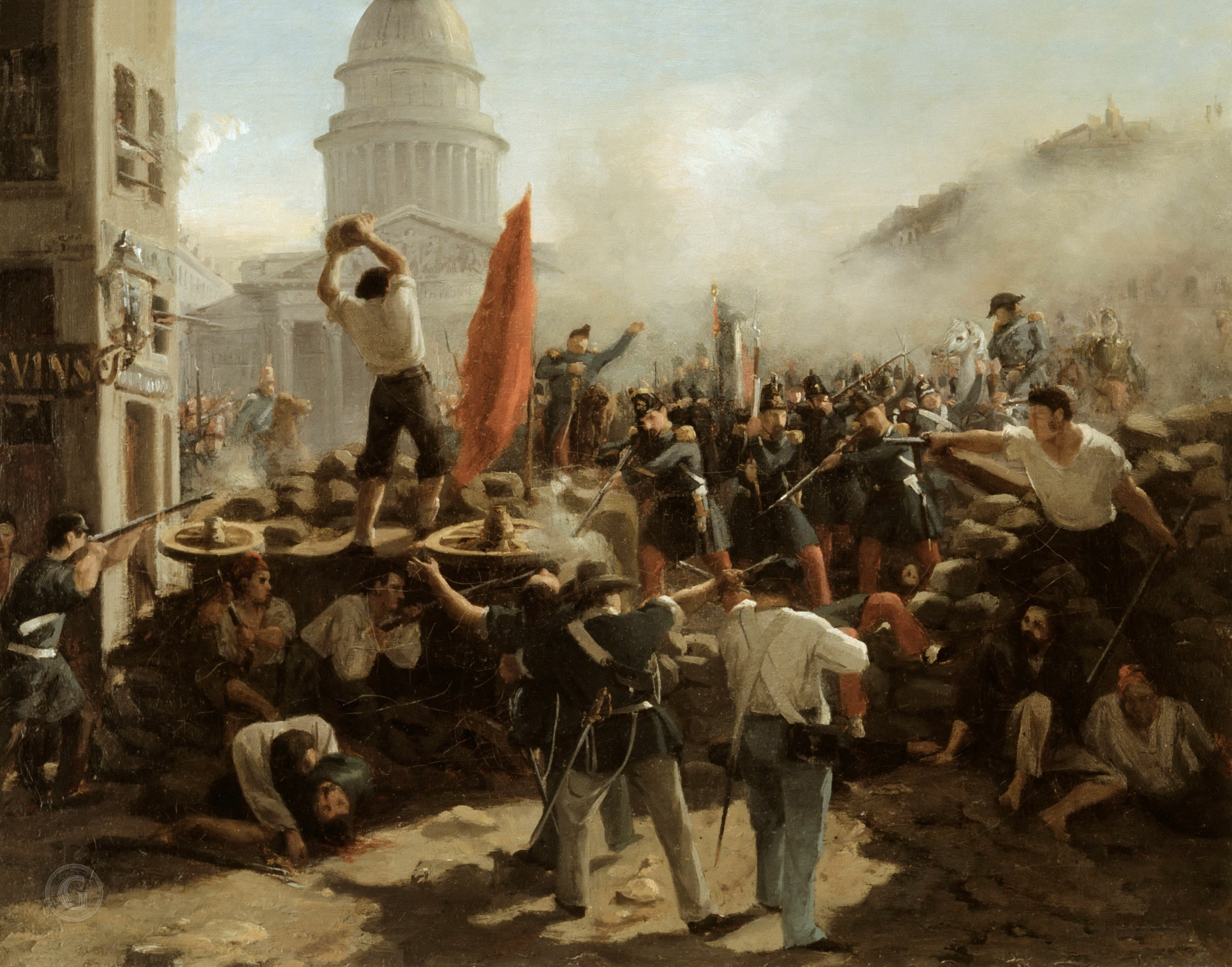
Орас Верне. Барикада на вулиці Суффло в Парижі 24 червня 1848 року, Епізод Французької революції 1848 р.